# 약한영웅 Class 2
《약한영웅 Class 2》(영어: Weak Hero Class 2)은 넷플릭스에서 2025년 4월 공개된 대한민국의 범죄 스릴러 드라마이다.

## 작품 개요
친구를 위해 폭력에 맞섰으나 끝내 지키지 못한 트라우마를 안고 은장고로 전학 간 모범생 연시은이 다시는 친구를 잃을 수 없기에 더 큰 폭력과 맞서면서 벌어지는 처절한 생존기이자 찬란한 성장담을 그린다.

## 제작진

### 제작진
- 한준희

### 감독
- 유수민

### 각본
- 박현우
- 유수민

### 원작
- 최희선의   - 웹툰
  - 《악연》

## 출연

### 주요 인물 (주연)
- 박지훈 : 연시은 역
- 려운 : 박후민 역
- 최민영 : 서준태 역
- 이민재 : 고현탁 역
- 배나라 : 나백진 역
- 이준영 : 금성제 역

### 주변 인물 (조연)
- 유수빈 : 최효만 역

### 그 외 인물
- 오기광 : 도성목 역
- 이명로 : 백동하 역
- 박관우 : 박주성 역
- 미상 : 최유준, 강민준, 외 1명
- 손보승 : 석남고릴라 역

### 특별 출연
- 조정석 : 최창희 역
- 공현주 : 연시은 엄마 역
- 전배수 : 박진철 역
- 김성균 : 연규진 역

### 우정 출연
- 최현욱 : 안수호 역
- 홍경 : 오범석 역

## 참고 사항
- 시즌 1이 원작의 프리퀄 스토리이기에 본작의 시점이 원작의 본편 시점에 해당된다.